# ネナラ
Naenara（ネナラ、朝鮮語：내나라）は、朝鮮民主主義人民共和国（北朝鮮） の朝鮮コンピューターセンター（KCC）が2004年より運営しているポータルサイトである。「ネナラ」は朝鮮語で「私の国」の意。

## 概要
「革命活動誌」と題した金正恩朝鮮労働党委員長の活動記録や国内のニュース、政府声明、政治体制・産業貿易・文化・観光地などの紹介が載せられている。またネットショップ「E-shop」も設置されている。
朝鮮語をはじめ英語・フランス語・スペイン語・ドイツ語・ロシア語・中国語・日本語・アラビア語の9言語に対応している。

## 歴史
1996年、北朝鮮初のウェブサイトとして初公開されたとされるが、異論もある。
2011年、韓国当局によって韓国からのアクセスが遮断された。
2013年3月27日、Googleは「マルウェアが流布されるリスクが高い」としてネナラのアクセス遮断の可能性を示唆した。「（過去ネナラに安全にアクセスできていた場合でも）Google Chromeの場合、ユーザーのコンピューターがマルウェアに感染し個人情報の流出・ファイルの永久削除・金銭的損失を被る可能性が現時点では高い」と同社は警告している。

## 用法
ネナラでは、週刊紙の英字・仏字新聞『ピョンヤン・タイムズ』、月刊誌『朝鮮（朝鮮民主主義人民共和国の雑誌）』、月刊誌『コリア・トゥデイ（朝鮮民主主義人民共和国の雑誌）』、季節刊の『対外貿易（朝鮮民主主義人民共和国の雑誌）』誌、そして朝鮮中央通信社のニュースを配信している。
ポータルのカテゴリには、政治、観光、音楽、外国貿易、芸術、メディア、情報技術、歴史がある。

## アクセス遮断
2011年から、韓国当局によって韓国からのネナラへのアクセスはブロックされており 、2014年7月現在、このアクセス遮断は継続中である。